# Charles Hemmerlin
Charles Hemmerlin, né le 26 mai 1912 à Durmenach (Haut-Rhin) et mort le 4 septembre 1960 à Mulhouse, est un ancien joueur français de basket-ball. Il évolue au poste de pivot.

## Carrière
Pendant la Seconde Guerre mondiale, cet Alsacien est contraint de jouer, tout comme Eugène Ronner, sous les couleurs de l'équipe d'Allemagne, contribuant notamment à une victoire allemande sur la Hongrie.